# Альберіго Евані
Альберіго Евані (італ. Alberigo Evani, * 1 січня 1963, Масса) — колишній італійський футболіст, півзахисник. По завершенні ігрової кар'єри — футбольний тренер. Наразі очолює тренерський штаб юнацької збірної Італії U-18.
Як гравець насамперед відомий виступами за клуби «Мілан» та «Сампдорія», а також національну збірну Італії.
Триразовий чемпіон Італії. Триразовий володар Суперкубка Італії з футболу. Володар Кубка Італії. Дворазовий володар Кубка чемпіонів УЄФА. Дворазовий володар Суперкубка УЄФА. Дворазовий володар Міжконтинентального кубка.

## Клубна кар'єра
Вихованець футбольної школи клубу «Мілан». Дорослу футбольну кар'єру розпочав 1980 року в основній команді того ж клубу, в якій провів тринадцять сезонів, взявши участь у 296 матчах чемпіонату.  Більшість часу, проведеного у складі «Мілана», був основним гравцем команди. За цей час тричі виборював титул чемпіона Італії, володаря Суперкубка Італії з футболу (також тричі), по два рази ставав володарем Кубка чемпіонів УЄФА, Суперкубка УЄФА, Міжконтинентального кубка.
1993 року послугами 30-річного гравця зацікавилися представники тренерського штабу клубу «Сампдорія». Відіграв за генуезький клуб наступні чотири сезони своєї ігрової кар'єри. Граючи у складі «Сампдорії» також здебільшого виходив на поле в основному складі команди. За цей час додав до переліку своїх трофеїв титул володаря Кубка Італії.
Протягом 1997—1997 років захищав кольори команди клубу «Реджяна».
Завершив професійну ігрову кар'єру у нижчоліговому клубі «Каррарезе», за команду якого виступав протягом 1997—1998 років.

## Виступи за збірну
1991 року дебютував в офіційних матчах у складі національної збірної Італії. Протягом кар'єри у національній команді, яка тривала 4 роки, провів у формі головної команди країни 15 матчів. У складі збірної був учасником чемпіонату світу 1994 року у США, де разом з командою здобув «срібло».

## Кар'єра тренера
Розпочав тренерську кар'єру, повернувшись до футболу після невеликої перерви, 2005 року, увійшовши до тренерського штабу клубу «Мілан» як тренер однієї з молодіжних команд, а згодом команди дублерів клубу.
Надалі очолював команду клубу «Сан-Марино Кальчо».
Наразі очолює тренерський штаб юнацької збірної Італії U-18.

## Титули і досягнення

### Як гравця
- Чемпіон Італії (3):

«Мілан»:  1987–88, 1991–92, 1992–93
- Володар Суперкубка Італії з футболу (3):

«Мілан»:  1988, 1992, 1993
- Володар Кубка Італії (1):

«Сампдорія»:  1993–94
- Володар Кубка чемпіонів УЄФА (2):

«Мілан»:  1988–89, 1989–90
- Володар Суперкубка Європи (2):

«Мілан»:  1989, 1990
- Володар Міжконтинентального кубка (2):

«Мілан»:  1989, 1990
- Віце-чемпіон світу: 1994